# ملعب كيستيرنا البلدي
ملعب كيستيرنا البلدي هو ملعب متعدد الاستخدام في سانتياغو، تشيلي. يستخدم في أغلب الأوقات لمباريات كرة القدم ويستضيف مباريات الفريق الرئيسي نادي ديبورتيفو بالستينو. يستيعب الملعب جلوس 12,000 شخص وقد بني في عام 1988.